# Stazione di Guardiaregia
Stazione di Guardiaregia vasútállomás Olaszországban, Molise régióban, Guardiaregia településen.

## Vasútvonalak
Az állomást az alábbi vasútvonalak érintik:
- Termoli–Venafro-vasútvonal

## Kapcsolódó állomások
A vasútállomáshoz az alábbi állomások vannak a legközelebb: 
- Stazione di Bosco Redole
- San Polo Matese railway halt
- Stazione di Campochiaro